# 13-й район: Ультиматум
«13-й район: Ультиматум» (фр. Banlieue 13 Ultimatum) — французький фільм режисера Патріка Алессандріна. Прем'єра у Франції відбулася 18 лютого 2009 року, прем'єра в Україні — 3 вересня 2009 року.

## Сюжет
2013 рік, минуло три роки після подій першої частини. Уряд так і не виконує обіцянку знести стіни. Навпаки, стіна, що відокремлює неблагополучне передмістя від столиці, стала більше, вище і відгородила від цивілізації ще більше кварталів. За цей бік стіни правлять п'ять банд, контролюючи етнічні райони. Злочинність збільшилася вдвічі. Навіть діти, взявши в руки зброю, торгують наркотиками. Уряд як ніколи зацікавлений у «врегулюванні проблеми», і розвідувальні служби охоче ініціюють безлад. Лейто і Дам'єну знову доводиться об'єднати зусилля, щоб урятувати Париж від хаосу.

## В ролях
- Давид Белль — Лейто
- Сиріл Раффаеллі — Дамєн Томасо
- Елоді Юнг — Тао
- MC Jean Gab'1  — Молько
- Фабріо Фельцингер  — Маленький Монтана
- la Fouine  — Алі-К